# Egy szem borsó, két szem borsó
Az Egy szem borsó, két szem borsó (eredeti cím: Раз-горох, два-горох…, magyaros átírással Raz-goroh, dva-goroh…) 1981-ben bemutatott szovjet rajzfilm, amely a Hörcsög és Ürge című televíziós rajzfilmsorozat alapján készült. 
A Szovjetunióban 1981-ben, Magyarországon 1986-ban mutatták be a mozikban. A televízióban legelőször 1991. december 9-én az MTV2-n sugározták. 

## Szereplői
| Szereplő | Eredeti hang       | Magyar hang    |
| -------- | ------------------ | -------------- |
| Hörcsög  | Vlagyimir Burlakov | Usztics Mátyás |
| Ürge     | Lev Sabarin        | Rudolf Péter   |
| Veréb    | Jefim Kacirov      | Magda Gabi     |

## Rövid dal
| Magyar                         | Magyar                      | Orosz                    | Orosz                          |
| Dal                            | Előadó                      | Dal                      | Előadó                         |
| ------------------------------ | --------------------------- | ------------------------ | ------------------------------ |
| Egy szem borsó, két szem borsó | Rudolf Péter Usztics Mátyás | Как чужой горох? Я нашёл | Lev Sabarin Vlagyimir Burlakov |